# Liste des chefs du clan Cameron
 (décembre 2023).
- Si vous ne connaissez pas le sujet, laissez ce bandeau (vous pouvez alors contacter les auteurs).
- Si vous supprimez le contenu mis en cause (vous pouvez préalablement contacter les auteurs),

argumentez précisément cette suppression dans la page de discussion
(un manque de référence n'est pas un argument ; une recherche réelle de référence doit avoir été effectuée, être formellement documentée).
Ceci est une liste des chefs du clan Cameron. Les chefs de ce clan écossais des Highlands sont issus de la branche Cameron de Lochiel. Le clan est notamment réputé pour son rôle lors des guerres des Trois Royaumes, des rébellions jacobites et de la constitution du régiment des Queen's Own Cameron Highlanders.

## Liste
| Nom                                              | dates de règne | Détails |
| ------------------------------------------------ | -------------- | --- |
| Angus                                            |                | époux de Marion sœur de Banquo |
| Gillespick                                       |                | |
| John                                             |                | |
| Robert                                           |                | |
| Sir John de Cameron                              |                | |
| Sir Robert de Cameron                            |                | |
| John de Cameron                                  |                | il aurait conduit le clan à la Bataille de Bannockburn en 1314. |
| John Ochtery Cameron                             |                | il aurait conduit le clan à la Bataille de Halidon Hill, en 1333. |
| Allan MacOchtery Cameron                         |                | Fils de John Ochtery Cameron |
| Ewen MacAllan Cameron                            |                | Fils d'Allan MacOchtery Cameron; décédé sans descendance. |
| Donald Dubh Cameron                              | env.1400-1460  | Fils d'Allan MacOchtery Cameron. Il soutint Lord MacDonald, Seigneur des Isles à la Bataille de Harlaw en 1411. |
| Alan Allan MacIldny Cameron                      | 1460-1480      | Fils de Donald Dubh Cameron, dit Allan nan Creach. Tué au combat, en 1480 en combattant les clans Mackintoshe et MacDonald de Keppoch.                                                                                                 |
| Ewen Cameron de Lochiel                          | 1480-1547      | Fils d'Alan Allan MacIldny Cameron. Exécuté pour trahison à Stirling, en 1547. Son fils ne devint pas chef. |
| Ewen 'Beag' Cameron de Lochiel                   | 1546-1554      | Aussi connu comme Ewen M'Conill M'Ewen. Petit-fils d'Alan Allan MacIldny Cameron. Ses Descendants illégitime devinrent un des sept du Clan Taylor.                                                                                     |
| Donald Dubh MacDonald MacEwen Cameron de Lochiel | 1554-1565      | Aussi connu comme Donald Dow M'Connel M'Ewen. Frère cadet d'Ewen Beag Cameron de Lochiel. Il a combattu à La Bataille de Corrichie du côté de Marie Stuart, Reine d'Écosse.                                                            |
| Allan Cameron de Lochiel                         | 1565-1647      | Fils du frère cadet de Donald Dubh MacDonald MacEwen Cameron de Lochiel, John Cameron (tué au combat). il mena le clan lors de la Bataille de Glenlivet, en 1594. il supervisa la bataille de Inverlochy, il était âgé de 83 ans.      |
| Sir Ewen Cameron de Lochiel (1629-1719)          | 1647-1719      | Petit-fils d'Allan Cameron de Lochiel. Le plus célèbre chef du Clan Cameron. il était en voyage à Londres quand le Clan Cameron combattit à la Bataille de Mulroy, en 1668.                                                            |
| John MacEwen Cameron Lord Lochiel (1663-1747)    | 1719-1747      | Fils de Sir Ewen Cameron de Lochiel. il combattit à la Bataille de Glenshiel. Il fut blessé à la Bataille de Culloden, et mourut en exil à Nieuport dans les Flandre. Créé Lord de Lochiel par la pairie Jacobite, le 27 janvier 1717. |
| Donald Cameron de Lochiel (1695-1748)            | 1747-1748      | Aussi connu comme Lochiel le doux. |
| John Cameron de Lochiel (1732-1762)              | 1748-1762      | Fils de Donald Cameron de Lochiel. Il meurt célibataire. |
| Charles Cameron de Lochiel (1738-1776)           | 1762-1776      | Un autre fils de Donald Cameron de Lochiel |
| Donald Cameron de Lochiel (1769-1832)            | 1776-1832      | Fils de Charles Cameron de Lochiel. |
| Donald Cameron de Lochiel (1796-1858)            | 1832-1858      | Fils de Donald Cameron de Lochiel. Il combattit vaillamment à la Bataille de Waterloo et se retirât de l'Armée à la mort de son père en 1832.                                                                                          |
| Donald Cameron de Lochiel (1835-1905)            | 1858-1905      | Député. |
| Donald Walter Cameron de Lochiel (1876-1951)     | 1905-1951      | Fils du précédent. |
| Donald Hamish Cameron de Lochiel (1910-2004)     | 1951-2004      | Fils de Sir Donald Walter Cameron de Lochiel. |
| Donald Angus Cameron de Lochiel (1946-2023)      | 2004- 2023     | Fils de Donald Hamish Cameron de Lochiel. Lord Lieutenant d'Inverness. Sa fille Lucy a pour marraine la Princesse Anne. |
| Donald Cameron (1976-)                           | 2023-présent   | Fils de Donald Angus Cameron de Lochiel |